# 蘇利南殖民地
蘇利南殖民地（荷蘭文：Kolonie Suriname），又稱荷屬圭亞那（Dutch Guiana），是荷蘭在南美洲的一個殖民地，位於現今的蘇利南。
蘇利南在第二次英荷戰爭末期被荷蘭佔領，1667年簽訂的布雷達條約使蘇利南成為荷蘭的殖民地。荷蘭殖民者透過大西洋奴隸貿易從西非引進大量黑人奴隸至蘇利南，種植糖、棉花、咖啡等經濟作物。奴隸制度最終在1863年廢除。
1870—1871年英荷條約簽訂後，荷蘭改從英屬印度引進印度裔勞工。十九世紀末至二十世紀初期也有許多來自荷屬東印度（今印尼）的勞工被引進蘇利南。

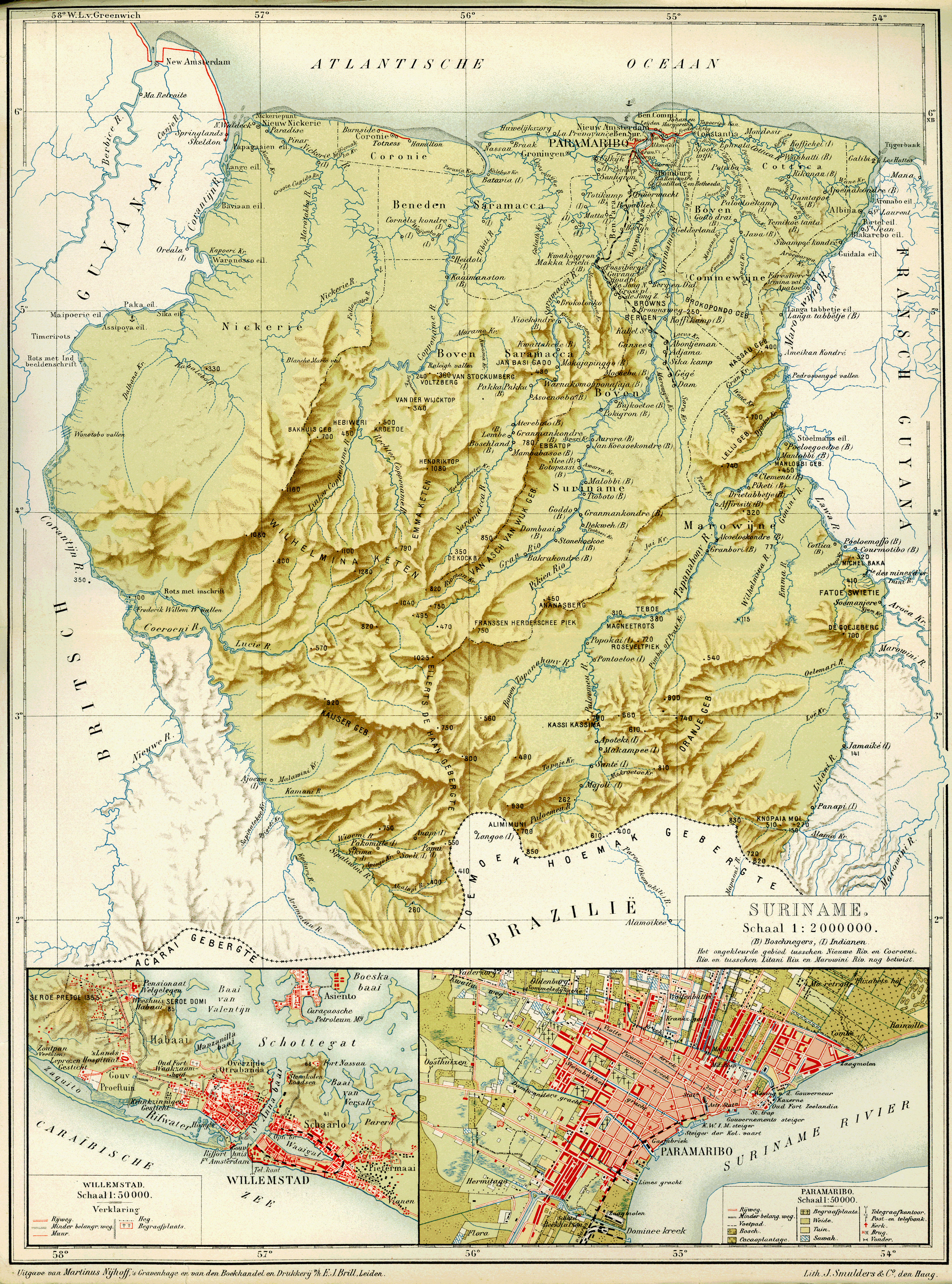
蘇利南地圖（約1914年）

1954年，蘇利南獲得獨立地位，但仍屬於荷蘭王國的構成國。1975年蘇利南正式成為一個共和國。
1. ↑  Pande, Amba. . Springer Nature. 2020-01-03: 192. ISBN 978-981-15-1177-6 （英语）.
2. ↑  Kurlansky, Mark. 1992. A Continent of Islands: Searching for the Caribbean Destiny. Addison-Wesley Publishing. ISBN 0-201-52396-5